# UEFAヨーロッパリーグ 2016-17 決勝

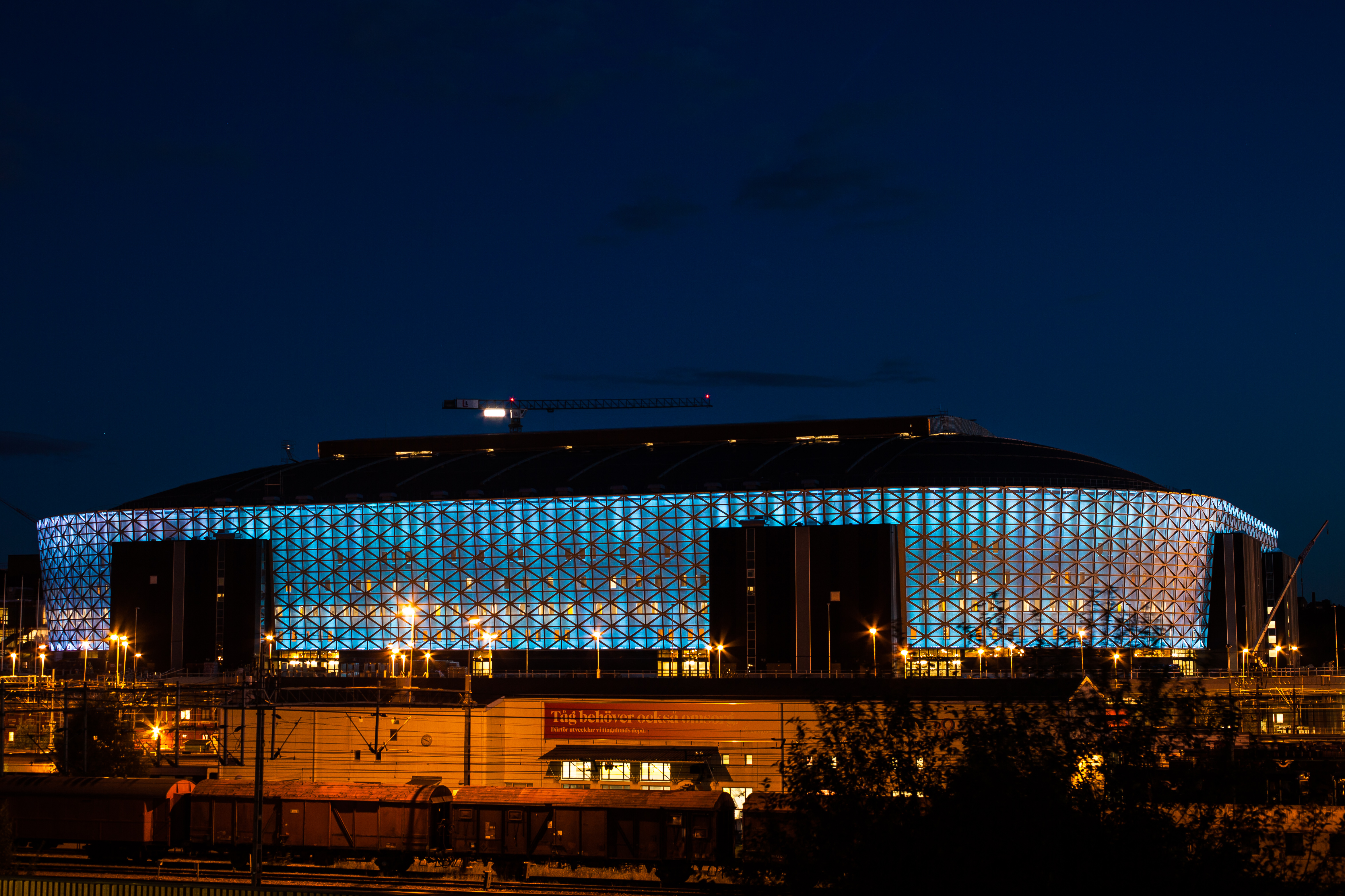
決勝戦が行われたフレンズ・アレーナ

UEFAヨーロッパリーグ 2016-17 決勝（ウエファヨーロッパリーグ 2015-16 けっしょう、英語: UEFA Europa League 2016-17 Final）は、欧州サッカー連盟 (UEFA) により開催されるUEFAヨーロッパリーグ 2016-17の決勝戦であり、8回目のUEFAヨーロッパリーグの決勝戦である (UEFAカップ時代を含めると46回目)。試合は2017年5月24日水曜日にソルナのフレンズ・アレーナで開催された。決勝戦はエールディヴィジに所属するアヤックスと、プレミアリーグに所属するマンチェスター・ユナイテッドの間で行われた。マンチェスター・ユナイテッドが初優勝を果たし、UEFAチャンピオンズリーグ 2016-17王者と対戦する2017 UEFAスーパーカップの出場権およびUEFAチャンピオンズリーグ 2017-18の出場権を獲得した。

## 試合前
欧州主要大会でのアヤックスとマンチェスター・ユナイテッドの対戦は、今回が5度目となり2勝2敗の五分である。
アヤックスは、今大会が2回目の決勝進出である。前身のUEFAカップ時代の1992年に優勝を経験している (他の欧州主要大会を含めると25回目の決勝戦であり、1996年以来となる)。
一方、マンチェスター・ユナイテッドは初の決勝進出である。UEFAチャンピオンズカップ時代を含めチャンピオンズリーグで3回の優勝 (1968年、1999年、2008年)、UEFAカップウィナーズカップで1回の優勝 (1991年)を経験しており、今大会で優勝を果たすと、アヤックス、バイエルン・ミュンヘン、チェルシー、ユヴェントスに続き、史上5チーム目のUEFA主催3大クラブ大会制覇を果たすことになる。

### 試合会場
2015年6月29日にチェコのプラハで開催されたUEFA理事会で、フレンズ・アレーナが決勝戦の会場に決定された。フレンズ・アレーナでのヨーロッパコンペティションの決勝戦の開催は今大会が初めて。
このスタジアムは、2012年に建設され、同年よりサッカースウェーデン代表とAIKソルナのホームスタジアムとして使用されている。UEFA主催大会では5万人が収容可能であり、UEFA欧州女子選手権2013では決勝戦で使用された。

### アンバサダー
サッカースウェーデン代表通算96キャップを刻んだパトリック・アンデションが決勝戦の公式アンバサダーに任命された。

### チケット販売
全48,000枚のチケットのうち、37,000枚がファン・一般に対して販売される。決勝に進んだ2チームのファンにそれぞれ10,000枚ずつ割り当てられ、残りの17,000枚が一般の観客を対象に販売される。この一般チケットが2017年3月17日から3月28日まで販売された。チケットの販売価格は以下のとおり。なお、残りのチケットは地元の組織委員会、UEFA、各国サッカー協会、スポンサー、放送業者等に割り当てられる。
| カテゴリー                     | 販売価格  |
| ------------------------------ | --------- |
| カテゴリー1                    | 150ユーロ |
| カテゴリー2                    | 100ユーロ |
| カテゴリー3                    | 70ユーロ  |
| カテゴリー4                    | 45ユーロ  |
| ユースパッケージ (カテゴリー2) | 90ユーロ  |
| 車椅子席 (カテゴリー4)         | 45ユーロ  |

### オープニングセレモニー
5月22日にマンチェスターで発生したテロ攻撃を受け決勝のオープニングセレモニーが大幅に縮小され、キックオフ前には犠牲者に対して1分間の黙祷を捧げることが決まった。この決定により、当初予定されていたスウェーデンのアーティスト、アクスウェル^イングロッソのパフォーマンスは行われなかった。

## 決勝戦までの道のり
註: 以下のすべての結果は、決勝戦進出2クラブの得点を前に表示している。
| チーム                   | 試 | 勝 | 分 | 敗 | 得 | 失 | 差  | 点 |
| ------------------------ | -- | -- | -- | -- | -- | -- | --- | -- |
| アヤックス               | 6  | 4  | 2  | 0  | 11 | 6  | +5  | 14 |
| セルタ・ビーゴ           | 6  | 2  | 3  | 1  | 10 | 7  | +3  | 9  |
| スタンダール・リエージュ | 6  | 1  | 4  | 1  | 8  | 6  | +2  | 7  |
| パナシナイコス           | 6  | 0  | 1  | 5  | 3  | 13 | -10 | 1  |

| チーム                       | 試 | 勝 | 分 | 敗 | 得 | 失 | 差 | 点 |
| ---------------------------- | -- | -- | -- | -- | -- | -- | -- | -- |
| フェネルバフチェ             | 6  | 4  | 1  | 1  | 8  | 6  | +2 | 13 |
| マンチェスター・ユナイテッド | 6  | 4  | 0  | 2  | 12 | 4  | +8 | 12 |
| フェイエノールト             | 6  | 2  | 1  | 3  | 3  | 7  | -4 | 7  |
| ゾリャ・ルハーンシク         | 6  | 0  | 2  | 4  | 2  | 8  | -6 | 2  |

## 試合

### 概要
| 2017年5月24日 20:45 CEST (UTC+2) |

| アヤックス | 0 - 2    | マンチェスター・ユナイテッド    |
|            | レポート | ポグバ 18分 · ムヒタリアン 48分 |

| フレンズ・アレーナ, ソルナ 観客数: 46,961人 主審: ダミル・スコミナ |

| アヤックス | マンチェスター・ユナイテッド |

| GK             | 24 | アンドレ・オナナ             |      |      |
| RB             | 3  | ジョエル・フェルトマン       | 58分 |      |
| CB             | 5  | ダビンソン・サンチェス       |      |      |
| CB             | 36 | マタイス・デ・リフト         |      |      |
| LB             | 4  | ヤイロ・リーデヴァルト       | 78分 | 82分 |
| CM             | 10 | デイヴィ・クラーセン         |      |      |
| CM             | 20 | ラセ・シェーネ               |      | 70分 |
| CM             | 22 | ハキム・ツィエク             |      |      |
| RF             | 9  | バートランド・トラオレ       |      |      |
| CF             | 25 | カスパー・ドルベリ           |      | 62分 |
| LF             | 11 | アミン・ユネス               | 64分 |      |
| サブメンバー   |    |                              |      |      |
| GK             | 33 | ディーデリク・ブール         |      |      |
| DF             | 2  | ケニー・テテ                 |      |      |
| DF             | 16 | ハイコ・ヴェスターマン       |      |      |
| MF             | 21 | フレンキー・デ・ヨング       |      | 82分 |
| MF             | 30 | ドニー・ファン・デ・ベーク   |      | 70分 |
| FW             | 45 | ジャスティン・クライファート |      |      |
| FW             | 77 | ダヴィド・ネレス             |      | 62分 |
| 監督           |    |                              |      |      |
| ピーター・ボス |    |                              |      |      |

| GK                   | 20 | セルヒオ・ロメロ             |      |      |
| RB                   | 25 | アントニオ・バレンシア       |      |      |
| CB                   | 12 | クリス・スモーリング         |      |      |
| CB                   | 17 | デイリー・ブリント           |      |      |
| LB                   | 36 | マッテオ・ダルミアン         |      |      |
| DM                   | 21 | アンデル・エレーラ           |      |      |
| RM                   | 8  | フアン・マタ                 | 78分 | 90分 |
| CM                   | 27 | マルアン・フェライニ         | 52分 |      |
| CM                   | 6  | ポール・ポグバ               |      |      |
| LM                   | 22 | ヘンリク・ムヒタリアン       | 31分 | 74分 |
| CF                   | 19 | マーカス・ラッシュフォード   |      | 84分 |
| サブメンバー         |    |                              |      |      |
| GK                   | 1  | ダビド・デ・ヘア             |      |      |
| DF                   | 4  | フィル・ジョーンズ           |      |      |
| DF                   | 24 | ティモシー・フォス＝メンサー |      |      |
| MF                   | 14 | ジェシー・リンガード         |      | 74分 |
| MF                   | 16 | マイケル・キャリック         |      |      |
| FW                   | 10 | ウェイン・ルーニー           |      | 90分 |
| FW                   | 11 | アントニー・マルシャル       |      | 84分 |
| 監督                 |    |                              |      |      |
| ジョゼ・モウリーニョ |    |                              |      |      |

| UEFA選出マン・オブ・ザ・マッチ アンデル・エレーラ 副審: ユレ・プラプロトニク ロベルト・ブカン 第4審判: ジャンルカ・ロッキ 追加副審: マテイ・ユグ スラブコ・ビンチッチ 副審控え: トマズ・クランチニク | 試合ルール - 試合時間は90分。 - 90分終了後同点の場合、30分の延長戦が行われる。 - 120分終了後同点の場合、PK戦で勝敗が決定される。 - 控えは7名。 - 最大3人まで交代可能。 |

### 試合展開
試合前
マンチェスター・ユナイテッドは、準決勝セルタ戦の2ndレグから2名を変更した。その試合で退場処分を受けて出場停止のエリック・バイリーに代えてクリス・スモーリング、さらにジェシー・リンガードの代わりにフアン・マタを先発起用した。一方のアヤックスは準決勝リヨン戦の2ndレグから1名を変更した。こちらも退場処分で出場停止となったニック・フィエルフェヘルに代えヤイロ・リーデヴァルトが先発起用された。
前半
14分にはエリア内でパスを受けたバートランド・トラオレが右足からのシュートを放つがGKロメロの正面を突いてしまった。18分、ユナイテッドは敵陣深くでボールを奪うと、テンポよくパスをつないで最後はポール・ポグバがエリア手前中央からミドルシュートを放つと、DFに当たってコースが変化しゴールが決まった。前半は1-0でで折り返した。
後半
48分、ユナイテッドがCKの競り合いからゴール前にこぼれた球をヘンリク・ムヒタリアンが右足で押し込んで追加点を挙げた。アヤックスは、ダヴィド・ネレスなど攻撃的な選手が交代で出場したが得点を奪えなかった。ユナイテッドが2-0でアヤックスを破り、大会初制覇を達成した。

### チーム別データ
|                | アヤックス | マンチェスター・ ユナイテッド |
| -------------- | ---------- | ----------------------------- |
| 得点           | 0          | 1                             |
| シュート       | 6          | 4                             |
| 枠内シュート   | 1          | 2                             |
| GKセーブ       | 1          | 1                             |
| ボール支配率   | 66%        | 34%                           |
| コーナーキック | 2          | 0                             |
| ファール       | 6          | 9                             |
| オフサイド     | 0          | 1                             |
| イエローカード | 0          | 1                             |
| レッドカード   | 0          | 0                             |

|                | アヤックス | マンチェスター・ ユナイテッド |
| -------------- | ---------- | ----------------------------- |
| 得点           | 0          | 1                             |
| シュート       | 11         | 2                             |
| 枠内シュート   | 2          | 2                             |
| GKセーブ       | 1          | 2                             |
| ボール支配率   | 67%        | 33%                           |
| コーナーキック | 3          | 2                             |
| ファール       | 9          | 8                             |
| オフサイド     | 0          | 0                             |
| イエローカード | 3          | 2                             |
| レッドカード   | 0          | 0                             |

|                | アヤックス | マンチェスター・ ユナイテッド |
| -------------- | ---------- | ----------------------------- |
| 得点           | 0          | 2                             |
| シュート       | 17         | 6                             |
| 枠内シュート   | 3          | 4                             |
| GKセーブ       | 2          | 3                             |
| ボール支配率   | 67%        | 33%                           |
| コーナーキック | 5          | 2                             |
| ファール       | 15         | 17                            |
| オフサイド     | 0          | 1                             |
| イエローカード | 3          | 3                             |
| レッドカード   | 0          | 0                             |

## 試合後
マンチェスター・ユナイテッドは史上5クラブ目のUEFA主要3大会の完全制覇を果たした。また監督のジョゼ・モウリーニョはUEFAチャンピオンズリーグとUEFAヨーロッパリーグのタイトルを複数回ずつ獲得した初めて指揮官となった。

## 日本におけるテレビ中継
- スカパー

解説：松原良香　実況：下田恒幸
- 日本テレビ系列 (録画放送)

解説：都並敏史　実況：ラルフ鈴木